# Wat Phra Kaew w Chiang Rai

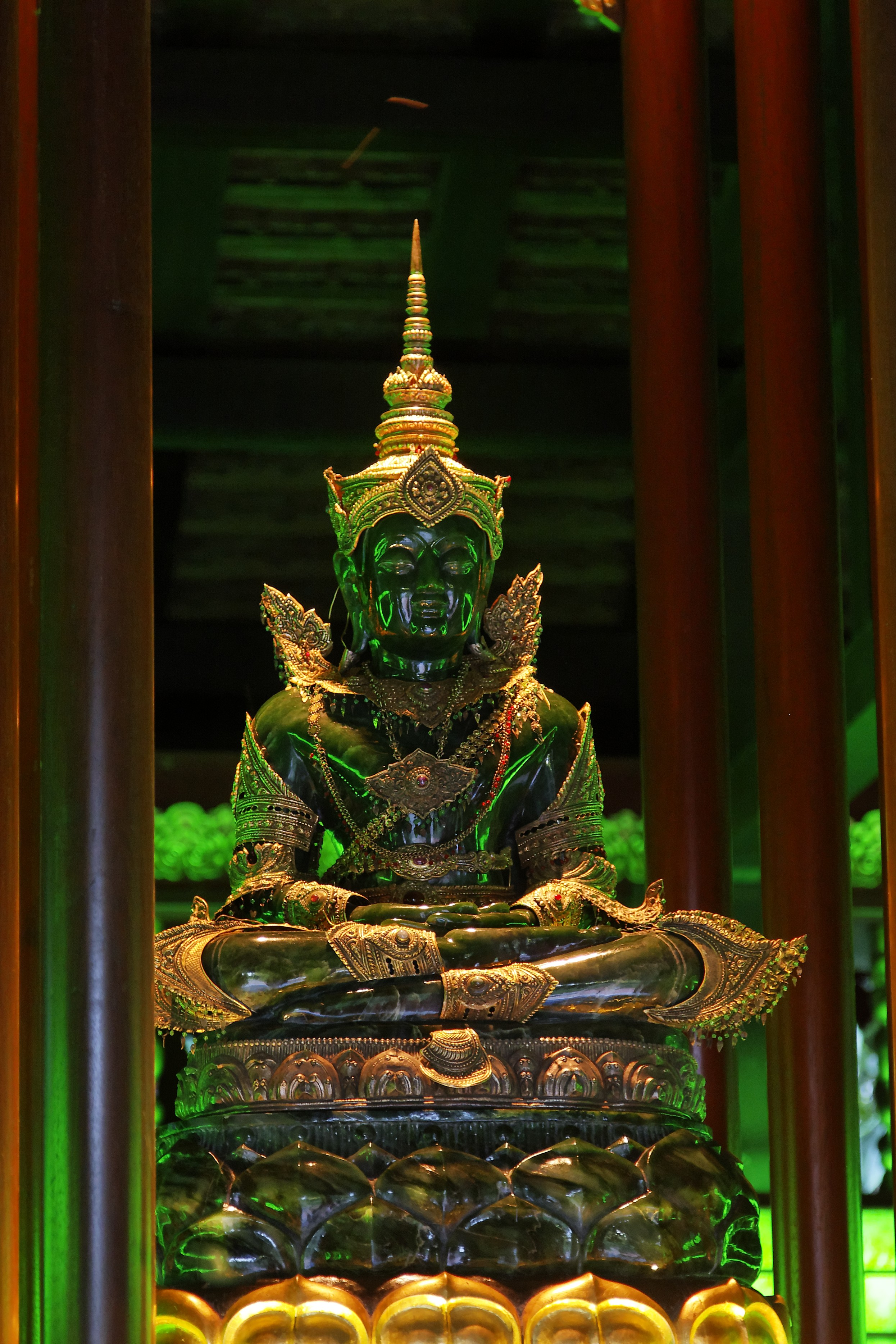
Nowy wizerunek Szmaragdowego Buddy

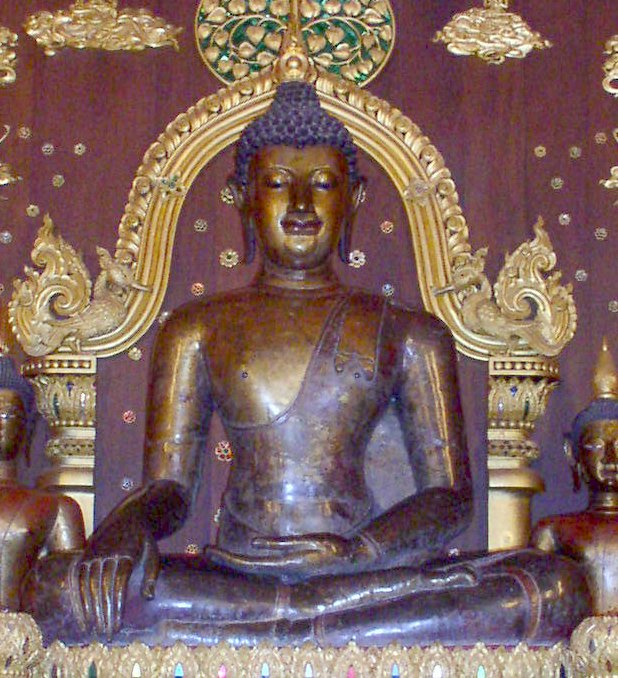
Posąg Phra Jao Lan Thong - uważany za jeden z największych i najstarszych w Tajlandii

Wat Phra Kaew (język tajski:วัดพระแก้ว) – buddyjski kompleks świątynny w mieście Chiang Rai w północnej Tajlandii. 

## Nazewnictwo
Do roku 1434 świątynia była nazywana Wat Pa Yeah (วัดป่าเยี้ยะ lub วัดป่าญะ) – Świątynią w Gaju Bambusowym, kiedy to w czedi uderzył piorun, odkrywając posążek tzw. Szmaragdowego Buddy (Phra Kaew Marakot). Po tym zdarzeniu nazwę świątyni zmieniono na Wat Phra Kaew używaną obecnie, zaś posąg Szmaragdowego Buddy przeniesiono do Lampangu. 

## Posągi Buddy
1. Świątynia Wat Phra Kaew posiada od 1961 roku słynny posąg Buddy, Phra Jao Lan Thong, zrobiony z brązu i uważany za jeden z największych i najstarszych w Tajlandii.
2. W roku 1991 sporządzono nowy wizerunek Buddy z kanadyjskiego jadeitu i umieszczono w Wat Phra Kaew w Chiang Rai.